# レイプレイ
『レイプレイ』（英: Rapelay）は、アイワンのブランドであるILLUSIONから2006年4月21日に発売されたアダルトゲームである。
同ブランドが得意とする3Dポリゴンを活用した写実的な人物描写を特徴としている。

## 詳細
変態系主人公の鬼村将哉は以前、電車内で痴漢をしているところを女学生の桐生蒼の通報で逮捕されたものの、自身の父親の力で釈放された。彼はその復讐として桐生蒼を、彼女の妹の桐生愛花と母親の桐生夕子も巻き込んで凌辱する。
本作は「接触編」と「調教編」の2段階に分かれている。
「接触編」
電車内で「のぞきモード」・「痴漢モード」・「Hモード」の3段階の行動を駆使しつつ女性につきまとう。
3人全員を陥れて「Hモード」まで進行すると「調教編」に移行する。
「調教編」
電車外で本格的な陵辱を行う
女性キャラクターには危険日が設定されているため、その日にセックスを行うと妊娠することもある。
特定の条件のもとで凌辱を行うと女性キャラクターに性癖が付与され、全ての「性癖」が付いた後で陵辱すると、そのキャラクターは淫乱化して攻略完了になる。

### 登場人物
桐生 蒼 (きりゅう あおい) (CV：榎津まお)
身長：161cm・スリーサイズ：B86-W56-H82
スポーツ万能で、学校では剣道部に所属して部長を務めている。
父親と死別した影響からか、家族は自分が守るという気持ちが強い。
桐生 愛花 (きりゅう まなか) (CV：まきいづみ)
身長：142cm・スリーサイズ：B72-W50-H70
蒼の妹
男性のことが苦手で引っ込み思案だが、優しい性格で、家事全般を得意とする。
胸が小さいことを気にしている
桐生 夕子 (きりゅう ゆうこ) (CV：歌織)
身長：160cm・スリーサイズ：B94-W60-H88
未亡人。蒼と愛花の母親。
蒼と愛花を女手一つで育て上げて大切にしている。

## 抗議運動
アイワンは『レイプレイ』も含めた全作品を、コンピュータソフトウェア倫理機構 (EOCS) の審査を通過させて、日本国内の18歳以上向けに発売してきているが、2009年2月時点に第三者がアマゾンのイギリス法人で『レイプレイ』をマーケットプレイス方式によって販売していた。2009年2月12日にこの件が『ベルファスト・テレグラフ』によって報道されて世論が巻き起こる発端となった。同月26日のイギリス国会で、暴力ビデオゲームとして問題とされた『マンハント』を発売禁止に追い込んだことで有名な労働党のナイジェル・キース・アンソニー・スタンディッシュ・ヴァズによって、フェミニストとして知られる女性・平等担当大臣のハリエット・ルース・ハーマンに対する質問のなかで取り上げられた。有害ソフトウェアのリストアップとインターネット上での流布状況の長期間に亘る調査などで児童ポルノ規制を強化していたことや、その総仕上げとも云える法案が審議中であったことなども、議会の家庭問題委員会で本件が取り上げられた要因であった。これを動きを受けて、アマゾンのアメリカやイギリスなどの法人が同年2月にこの商品の取り扱いを中止した。英語圏では、『ベルファスト・テレグラフ』のニュース記事が転載されるなどした。この時点では、日本国内のマスメディアによる報道はいまだなく、前述の報道は一部の国外のゲーム系ニュースサイトに限られていたが、アマゾンの日本法人も同年4月下旬にこの商品の販売中止を決めた。なお、日本国外のユーザーが『レイプレイ』を改造し、字幕部分を英語や中国語に翻訳した海賊版を作成している。
2009年2月23日に、ニューヨーク市議会の報道官であるクリスティン・クインと性的暴力に反対するニューヨーク連合 (NYAASA) がこの問題を取り上げ、強姦ビデオゲームのボイコットを呼びかけた。その際に、これについてはあくまでニューヨーク市民が求めていることだと強調し、呼びかけは検閲を奨励するものではないとの見解を示した。この問題はフリー・ラディカルなどの団体によって取り上げられた。その後、同議会で取り上げられたのが正規市販品ではなく前述の海賊版（英語）であったことをはじめとして、『グランド・セフト・オートシリーズ』が許されて『レイプレイ』が許されないのは何故か、ゲームの表現は世相の反映だから『レイプレイ』を潰しても解決しないなどと批判された。また、日本国外のゲーム制作者なども現場からの声を出し始めたために、議論は終息していった。しかし、このゲームのボイコット自体はニューヨーク市の正式なプロジェクトに昇格した。
同年5月6日には、ラディカル・フェミニズムの国際的なNGOのイクオリティ・ナウが日本での販売中止を求める抗議活動を起こし、日本国内でも読売新聞社の報道を皮切りに各テレビジョン放送局などにも取り上げられた。イクオリティ・ナウのロンドン支部の責任者は、『レイプレイ』の意味するものは女性の性的対象化と非人間化であり、女性に対する暴力の日常化である、と語っている。同月8日にイクオリティ・ナウは、日本政府は何故レイプを奨励するかのようなゲームの流通を止めないのかと、日本国内で販売されているアダルトゲームなどの流通を批判する活動を開始した。日本国内のラディカル・フェミニズム団体であるポルノ・買春問題研究会の共同代表の角田由紀子がイクオリティ・ナウの役員を務めるなどして、イクオリティ・ナウとの活発な交流活動を展開しているが、彼女は、インターネット時代においてはこのような問題は国内だけに留まらなくなっている、との趣旨を述べている。さらに、ポルノ・買春問題研究会のもう一人の共同代表である中里見博は、日本が国外のラディカル・フェミニズム団体からの批判の目が以前から向けられていたとの談話を寄せている。また、イクオリティ・ナウは、女性の性的対象化を阻止するためのポルノ・買春問題研究会による取り組みを紹介したうえで、メディア内で性あるいは暴力の対象としてしばしば描写されている女性のイメージが、ジェンダーステレオタイプに対して重大な影響を及ぼすとした国際連合女子差別撤廃委員会に対する報告書を引用して、日本国内のゲームメーカーおよび販売業者のアマゾン日本法人に対する販売自粛・および日本政府の要人らに対して女子に対するあらゆる形態の差別の撤廃に関する条約 (CEDAW) に定められた義務の履行を求める「性暴力ゲーム」規制要求の抗議活動を展開することを、160ヵ国の会員約3万人に向かって呼びかけた。この状況を受けてアイワンは、『レイプレイ』のウェブサイトへの掲載とオンライン販売を取り止め、小売店から同商品の撤去を進めた。なお同社は、以後の販売などについて意見を控えている。
同月29日、自由民主党女性局が性暴力ゲームの規制に関する勉強会を開催し、内閣府特命担当大臣の野田聖子が、今回の件はアメリカ人権団体から各大臣に宛てた書簡で判った、とイクオリティ・ナウによる抗議活動に言及し、山谷えり子女性局長の担当のもとで政権政党として取り組む、と説明している。その数日後の同年6月4日に、コンピュータソフトウェア倫理機構が自主規制方針を打ち出し、凌辱系アダルトゲームの制作禁止を決定すると共に、販売を日本国内に限定して"Japan sales only"との表示の徹底を通達している。同月23日には、他社ではあるがアダルトゲームブランドのminoriが、自社のウェブサイトへの海外からのアクセスを遮断し『Why minori blocking foreign accesses?』（何故minoriは外国からのアクセスを遮断しているのか？）という英文が表示される仕様になるなど、規制の影響の大きさを示すことがうかがえる。同月30日に、児童ポルノ規制・インターネット規制・ゲーム規制から成る「三つの挑戦」を推進してきた公明党は、インターネット事業者やアダルトゲーム業界が自主規制に乗り出した、と報じて、日本もようやく国際社会の潮流に乗りつつある、と評価している。同年7月、自由民主党女性局は、性暴力を含む有害ゲームを首めとするインターネット上の有害サイトや有害電子メール等の有害情報の規制を目的とした、罰則規定を含む法体系の整備を求める提言を取り纏めた。その中で、製造や流通業者への指導・管理体制の強化・インターネット接続業者によるブロッキングなどの実施・フィルタリングの利用促進・青少年健全育成基本法の早期制定とその推進を訴えている。
同年7月1日、イクオリティ・ナウは、"hentai"と呼ばれる創作表現のみならず実写の性暴力ビデオを含む過激なポルノグラフィが引き起こす女性に対する暴力の促進を問題視し、これを除去するための取り組みがどのような段階にあるのかを日本政府に問い質すことを書簡で国際連合女子差別撤廃委員会に求めた。同月23日には、国際連合女子差別撤廃委員会で、慰安婦問題での謝罪や性暴力ゲーム対策を求める声明が出された。また、イクオリティ・ナウは同年5月に出された声明の中で、漫画の形態をとる過激なポルノグラフィや特に女子児童に対する性的虐待を描写した「ロリコン」関連の作品が、日本では簡単に入手可能であることをも問題としている。また、第3回子どもと青少年の性的搾取に反対する世界会議の参加団体であり、ジェンダーの平等と子どもの幸福は切っても切れない関係との国際連合児童基金 (UNICEF) 事務局長のアン・マーガレット・ヴェネマンが示した認識に基づいてジェンダーイクオリティを近年において強力に推進している日本ユニセフ協会は、インターネットでグローバル化された世界ではたった一つの抜け穴が全ての規制を無効化するものであり、世界の趨勢はバーチャルなイメージを掲載したウェブサイトにアクセスして閲覧することさえも違法化する方向に向かいつつある、として、ある文化で受容されるものが他の文化ないしは文脈では受容されないことがあることを日本人は知るべきである、と主張している。
このような法規制に向けた動きに対し、法学者らが見解を述べている。右崎正博は、小説や漫画にもある性暴力を扱った表現は、法的なレベルで白か黒かと言えば黒とは言い難いが、現状では社会的な反発や安易な法規制を招き兼ねない、と述べて、表現の自由を守るためにも業界全体として改めて適切な自主規制を検討すべきとの見方を示しているが、ある種のジャンルを一切禁止するのは少々乱暴であり、作品ごとに個別に対応できるような方法を考えるべき、との見方も示している。田島泰彦は、製造自体を禁止したコンピュータソフトウェア倫理機構の決定に疑問を呈し、フィルタリングシステムの導入などで表現の自由をできる限り追求することが大切である、と指摘している。
なお、日本では本騒動以前に、1986年に国会で有害ソフトとして始めて批判された『177』や、1991年にアダルトゲーム規制のきっかけとなった通称『沙織事件』があった。